# Erik Wilhelm Djurström
Erik Wilhelm Djurström, född 22 februari 1787 Stockholm, död 17 september 1841, Jönköping, svensk skådespelare, teaterdirektör och översättare av teaterpjäser. 
Han var först gift med dansösen Charlotta Sandberg (1785-1834) och sedan med den framstående skådespelerskan Hedvig Charlotta Djurström.

## Biografi
Han var född Strandberg, utomäktenskapligt barn till Erik Wilhelm Strandberg, och välutbildad. Han var skådespelare från 1807 och spelade i Djurgårdsteatern innan han började turnera i Fredrik Wilhelm Ståhlbergs sällskap; han övertog sällskapet 1819, först som ombud för änkan Fredrika Gustafva Ståhlberg, sedan själv direktör, och turnerade i landsorten, där han uppförde utländska pjäser, ofta högromantik, som han själv översatt. Han höll en hög konstnärlig nivå och själv spelade han hjälterollerna. Då han besökte städerna, åt han middag med professorer och landshövdingar och höll fest bakom scenen.

## Översättningar

### Dramatik
- August von Kotzebue Page-intrigerna (Die Pagenstreiche), 1806 (otryckt översättning)
- Nicolas Gersin och Antoine Année Porträtterne (Un tour de soubrette), 1806 (otryckt översättning)
- Honoré-Antoine Richaud-Martelly Jocrisse i en timmes tjänst (Une heure de Jocrisse), 1807 (otryckt översättning)
- Jean-Henri-Ferdinand Lamartelière Feodor och Maria, eller Menzikof i Siberien (Menzikoff et Foedor ou Le fou de Bérézoff), 1820 (otryckt översättning)
- Eugène Scribe, Ferdinand de Villeneuve och Desvergers Yelva (Yelva, ou l’Orpheline russe), 1832 (otryckt översättning)
- Heinrich Clauren Friaren från Mexico (Der Bräutigam aus Mexiko), 1835 (otryckt översättning)
- James Planché Carl XII på ön Rügen (Charles XII.; or, the Siege of Stralsund), 1835 (otryckt översättning)
- Johann Friedrich Bahrdt Gustaf Adolf i München eller Grafbruden (Die Grabesbraut, oder Gustav Adolph in München), 1837 (otryckt översättning)
- Mélesville och Charles Duveyrier Paul Clifford (Clifford le voleur), 1837 (otryckt översättning)
- Charlotte Birch-Pfeiffer Rubens i Madrid (Rubens in Madrid), 1840 (otryckt översättning)
- H.C. Andersen Mulatterne (Mulatten), 1841 (otryckt översättning)
- Karl Töpfer Enfalden från landet (Die Einfalt vom Lande) (otryckt översättning)
- Jean-François Bayard och Dumanoir Richelieus första vapenbragd (Les Premières armes de Richelieu) (otryckt översättning)
- Karl Töpfer Vattenkuren (Der reiche Mann, oder die Wasserkur) (otryckt översättning)
- Eugène Scribe och Émile Vanderburch Clermont, eller Konstnärens hustru (Clermont, ou Une femme d'artiste) (otryckt översättning)
- Ferdinand Raimund Slösaren (Der Verschwender) (otryckt översättning)
- Eugène Scribe Förtalet (La calomnie) (otryckt översättning)
- Karl Töpfer Frieri efter föreskrift (Freien nach Vorschrift) (otryckt översättning)
- Charlotte Birch-Pfeiffer Johannes Gutenberg eller Ljusets seger (Johannes Gutenberg) (otryckt översättning)
- Emmanuel Dupaty Fransmännen i Algier (La Prison militaire, ou les Trois prisonniers) (otryckt översättning)
- Theodor Körner Hedwig eller Röfwarbruden (Översättning) 1806
- Johanna Franul von Weiffenthurn Catharina, Hertig af Finland (Översättning) 1806
- Emmanuel Dupaty Bostons fästning eller De tre Arrestanterne (översättning) 1809

### Berättelser
- Äfventyraren Aschenbrenners förskräckligaste lefnadsår. Dess lidande och arrestering på Königsberg och Spandau, samt förvisning till bergverken i Siberien. Öfwersättning från Tyskan, 1808-09
- Jean-Claude Delamétherie Herrarne Humboldts och Bonplands Resa till Wändkretsarne åren 1799, 1800, 1801, 2, 3 och 4; ett utdrag ur deras Memoirer, 1809
- Panquevilles resa genom Morea och Arabien till Constantinopel och flere andra delar af det Ottomaniska Riket, åren 1798, 1799, 1800 och 1801. 1808
- W. A. Heintze Beskrifning om Konungariket Portugal och dess besittningar, 1808
- Ignaz Ferdinand Arnold Röfwar-anföraren Schinderhannes egenhändiga lefwernesbeskrifning (Der schwarze Jonas, Kapuziner, Räuber und Mordbrenner. Ein Blutgemälde aus der furchtbaren Genossenschaft des berüchtigten Schinderhannes), 1808
- Gottlieb Bertrand Bandit-anföraren Golisano. Eller: Den vandrande anden. En röfvare-historia (Golisano, der irrende Dämon), 1807
- August Lafontaine Ludwig och Susanna eller Trohetens belöning, 1807
- Madame Staël von Holstein Pauline, 1807
- John Turnbull´s Resa omkring Jorden, Åren 1800 till 1804, jemte en noga och utförlig målning af Engelska Brott, Colonierna i nya Holland och Societets och Sandwich-Öarne i deras närwarande tillstånd, öfwersättning från tyskan, 1807
- Gottlieb Bertrand Sarkofagen (Att Der Sarcophag, Verfasser des Mazarino), 1806
- l'Abregé de l'Histoire d'Angleterre, par Goldsmith, traduit de l'Anglais & Co. (av Djurström meddelad pågående översättning), 1806
- Gottlieb Bertrand De outgrundelige, en Schweizerhistorie, en pendant till Rudolf von Werdenberg av Bertrand, 1806
- Anna Radcliffe Grafven, 1806
- August Lafontaine Barneck och Sahldorf, 1806
- Gottlieb Bertrand Grafwården eller det hemlighetsfulla Slottet, 1806
- August von Kotzebue Skyddsängeln, en sannfärdig berättelse, 1806